# Душан, Ханно
Ханно Душан (нем. Hanno Douschan; 5 сентября 1989, Клагенфурт) — австрийский сноубордист, участник Олимпийских игр. Серебряный призёр чемпионата мира 2019 года.

## Карьера
На Олимпийских играх в Сочи Ханно Душан занял 10-е место в дисциплине сноуборд-кросс.
Чемпион Универсиады 2013 года.